# Michael Lonsdale
Michael Lonsdale lub Michel Lonsdale, właśc. Michael Edward Lonsdale-Crouch (ur. 24 maja 1931 w Paryżu, zm. 21 września 2020 tamże) – francuski aktor teatralny, radiowy, filmowy i telewizyjny pochodzenia brytyjskiego. 

## Życiorys
Zagrał w ponad 180 filmach i programach telewizyjnych. Prawdopodobnie, najbardziej znany jest jako czarny charakter szalony bogacz sir Hugo Drax, który pragnie zniszczyć całą ludzkość na Ziemi i zastąpić ją potomkami „nowej rasy” z filmu z Jamesem Bondem – Moonraker (1979) oraz z roli komisarza policji Claude’a Lebela w dreszczowcu politycznym Freda Zinnemanna Dzień Szakala (1973).
Miał także znaczący występ w roli opata w Imieniu róży (1986) Jean-Jacques’a Annauda i jako Papa w Monachium (2005) w reżyserii Stevena Spielberga. Za rolę brata Luca w dramacie Xaviera Beauvois Ludzie Boga (2010) otrzymał Cezara dla najlepszego aktora w roli drugoplanowej. Miał brytyjskie pochodzenie, był dwujęzyczny i często występował w filmach anglojęzycznych.
Urodził się w Paryżu jako syn oficera armii angielskiej Edwarda Lonsdale-Croucha i jego pół-francuskiej, pół-irlandzkiej żony Simone Béraud. Wychowywał się początkowo na wyspie Guernsey, a następnie w 1935 w Londynie, a później, podczas II wojny światowej, w Casablance w Maroku. W 1947 powrócił do Paryża, aby studiować malarstwo, ale zamiast tego został wciągnięty w świat aktorstwa, po raz pierwszy pojawiając się na scenie w wieku 24 lat.
Zmarł 21 września 2020 w Paryżu w wieku 89 lat.

## Filmografia
- 1967: Panna młoda w żałobie (La mariée était en noir) jako Rene Morane
- 1968: Skradzione pocałunki (Baisers volés) jako pan Tabard
- 1969: Hibernatus jako profesor Edouard Loriebat
- 1973: Dzień Szakala (The Day of the Jackal) jako zastępca komisarza Claude Lebel
- 1974: Widmo wolności (Le fantôme de la liberté) jako modysta
- 1976: Pan Klein (Monsieur Klein) jako Pierre
- 1979: Moonraker jako Hugo Drax
- 1983: Enigma jako Bodley
- 1986: Imię róży (Der Name der Rose) jako opat
- 1988: Niezwykła podróż Baltazara Kobera jako mistrz
- 1993: Okruchy dnia (The Remains of the Day) jako Dupont d’Ivry
- 1995: Jefferson w Paryżu (Jefferson in Paris) jako Ludwik XVI
- 1998: Ronin jako Jean-Pierre
- 1998: Don Juan jako don Luis
- 2003: Kaena: Zagłada światów (Kaena: La prophétie) jako Opaz (głos)
- 2004: 5x2 pięć razy we dwoje (5x2) jako Bernard
- 2005: Monachium (Munich) jako Papa
- 2005: Duchy Goi (Goya’s Ghosts) jako wielki inkwizytor, ojciec Gregorio
- 2008: Milcząca przeszłość jako Antoine Carsac
- 2009: Agora jako Theon
- 2010: Ludzie Boga (Of Gods and Men) jako Luc

## Nagrody
- Cezar 2011
- Nagroda na MFF w Cannes 2010 (Ludzie Boga)